# Montbouton
Montbouton är en kommun i departementet Territoire de Belfort i regionen Bourgogne-Franche-Comté i östra Frankrike. Kommunen ligger i kantonen Beaucourt som tillhör arrondissementet Belfort. År 2022 hade Montbouton 425 invånare.

## Befolkningsutveckling
Antalet invånare i kommunen Montbouton
| Referens: INSEE |